# Patrick Cousot
Patrick Cousot (né le 3 décembre 1948) est enseignant-chercheur en informatique français, professeur émérite à l'École normale supérieure à Paris.
Avec son épouse Radhia Cousot, il définit l'interprétation abstraite,, une technique de méthode formelle. À ce titre, ils reçoivent le Programming Languages Achievement Award in 2013 de l'ACM SIGPLAN en 2013 et le prix Harlan D. Mills de l'IEEE Computer Society en 2014.

## Parcours
Patrick Cousot est ingénieur de l'École des Mines de Nancy, dont il est diplômé en 1971. En 1974, il soutient sa thèse de doctorat de 3e cycle, et en 1978 sa thèse d'État en sciences mathématiques à l'Université de Grenoble ; cette dernière portait sur la formulation de l'interprétation abstraite, son principal sujet de recherche depuis. Il s'agit d'une théorie de l'approximation du comportement des programmes informatiques, permettant notamment d'en faire des analyses automatiques.
En 1974 il rejoint le CNRS. En 1979, il est devenu professeur des universités à Metz, où il a travaillé à la mise en place des enseignements d'informatique. En 1984, il devient professeur à l'École polytechnique, où il travaille à fonder le laboratoire d'informatique de l'École polytechnique (LIX). En 1991, il rejoint l'École normale supérieure, restant professeur à temps partiel à Polytechnique jusqu'en 1997. Il y devient directeur des études d'informatique et de l'équipe de recherche en sémantique et interprétation abstraite. En 2005, il fut professeur invité au Massachusetts Institute of Technology. Depuis 2017, il est professeur émérite au sein département d'informatique de l'ENS et professeur au Courant Institute of Mathematical Sciences, New York University.
Depuis 2002, il s'est notamment intéressé à la réalisation de logiciels d'analyse statique pour la vérification de propriétés de sûreté de systèmes embarqués critiques, tels que ceux rencontrés en aviation. Il est à l'initiation du projet Astrée.

## Prix et distinctions
En 1999, il a reçu la médaille d'argent du CNRS, en 2001 un doctorat honoraire de l'Université de la Sarre, en 2006 un grand prix de la Fondation EADS récompensant une recherche qui a eu des applications industrielles. Il est le lauréat 2022 du prix EATCS.
Il est chevalier de l'Ordre national du Mérite et membre de l'Academia Europaea.

## Publications (sélection)
Outre ses publications scientifiques, il a écrit, en collaboration avec son épouse Radhia, des ouvrages d'initiation à la programmation, la plupart publiés comme notes de cours ; à noter toutefois :
- Patrick Cousot, Algorithmique et programmation en pascal : cours, Ellipses, 1992 (ISBN 2-7298-9202-8, SUDOC 002859319)

La synthèse de l'interprétation abstraite est dans le livre suivant : 
- Patrick Cousot, Principles of abstract interpretation, Cambridge, MA, MIT Press, 2021, ix + 819 (ISBN 978-0-262-36152-1, zbMATH 1494.68002)